# Korridoren
Korridoren är en svensk långfilm från 1968 i regi av Jan Halldoff. Filmen var tillåten från 15 år.

## Rollista
- Per Ragnar - Dr. Jan Eriksson
- Agneta Ekmanner - Kerstin
- Ann Norstedt - Maria
- Åke Lindström - fadern
- Inga Landgré - modern
- Gunnar Biörck - Professor Gunnar Björk
- Leif Liljeroth - Dr. Forslund
- Lars Amble - Stig
- Mona Andersson - Lise Granell
- Sture Arelind - Mikael Berglund
- Mats Dahlbäck - Onykter chaufför
- Märta Dorff - Mrs. Olsson
- Bengt Ekerot - Birger Olsson
- Helge Hagerman - Major Åberg
- Pia Rydvall - Maud Widén-Andersson, patient
- Arne Källerud - Kurt Karlsson, patient
- Stig Törnblom - knarkare
- Linnéa Hillberg - Renée Höglin, patient
- Christina Lundquist - Mimmi Ståhl, patient
- Tina Hedström - Olssons dotter
- Thomas Janson - Tomas, patient
- Eva Rydberg - flicka på fest
- Bo Halldoff - bilförare

## Priser och utmärkelser
- 1968 - Chaplin-priset (för Per Ragnars insatser som debutant)
- 1969 - Svenska Filminstitutets kvalitetsbidrag (118 210 svenska kronor)
- 1969 - SF-stipendium (2 500 svenska kronor)

### Fotnoter
1. ↑  ”Korridoren”. Svensk Filmdatabas. http://www.sfi.se/sv/svensk-filmdatabas/Item/?type=MOVIE&itemid=4805. Läst 1 juli 2012.